# テット・ワダ
テット・ワダ（Tet Wada 1973年1月20日 - ）は、アジア、北米、ヨーロッパで活動する俳優。東京都出身。所属事務所は、アンセム。

## 経歴
東京都港区に生まれる。
1991年に単身渡米し、フロリダ州でヴァレンシアカレッジを卒業後、ニューヨーク市立大学バルーク校にて国際経営学士を取得。卒業後、ニューヨークの大手アパレル本社でマーケティング業務を行う。
ある写真をきっかけにニューヨークの大手モデルプロダクション「Qモデル」にスカウトされる。同プロダクションに初めての東洋人男性モデルとして所属した。当初本人はモデルには興味が無くマーケティングの仕事を続けていたが、個性的な魅力で一躍有名モデルとなり同社を退社。その後、日本人男性モデルで初めてフレンチヴォーグに登場。人気絶頂のカナダ出身のスーパーモデル、ダリア・ウェーボウィとのキスショットが話題となる。
モデル時代、東洋人のハイファッションモデルとして非常に知名度が高く、マイケル・トンプソン、テリー・リチャードソン、マーカス・クリンコ、グレッグ・ロータスなどの世界的著名カメラマンと数多く仕事をしている。
その際にある映画監督から俳優としての仕事を勧められ、ニューヨークの名門演技学校テリー・シュライバーとステラ・アドラーで演技を習う。現在はモデル事務所を退社し俳優として仕事している。
俳優としては主に北米で映画やドラマに数多く出演し、2012年ニューヨーク・シティ・インディペンデント映画祭 (New York City Independent Film Festival) でも主演映画が公開されている。 日本でのデビュー作品は、TBSドラマ「ブラッディーマンデー」で国籍不明スナイパー役を演じた。
20年間の米国生活を経て、2012年からは本格的にアジアでの活動をスタート。日本での映画出演後、台湾版TVドラマ「ショコラ」のメインキャストとして台湾に滞在して撮影する（「ショコラ」は2014年台湾、日本を始めアジア各国で放映）。2016年以降は、日本の映画やテレビドラマ、ラジオなどに幅広く出演している。
広告は、SONY、ヒューレット・パッカード、モトローラ、SK-II、ロレアル、SUBARU、エビアン、バカルディ、KOOLシガレット、ユニクロ、GAPなど数多くのグローバルブランドのイメージキャラクターに選ばれた。ユニクロは同社のアメリカとヨーロッパ進出当初から4年間に渡りイメージキャラクター契約をしている。アジアブランドの広告もスタートし、2013年〜2015年までダイアンシャンプーシリーズの男性イメージキャラクターとなる。CMでは吉高由里子と共演。2019年はハリセンボンの二人とFine VisualのCMでベッドシーンが話題になった。

## 人物
- 日本語、英語、スペイン語が堪能で、「ショコラ」出演をきっかけに約3年台湾に在住し、中国語も習得していた。[5]
- 国外生活が長く国籍や人種を問わず社交的な性格な為、日系アメリカ人と間違えられることがあるが国籍は日本。[1]
- コミュニケーション能力が高く世界中に友達がいるため、JFN全国ネットラジオ「On the Planet」では20ヶ国以上の都市と連絡をした。さまざまな国の人と出会い、その国の文化や風習を学ぶことを大切にしている。
- 米国NLP(神経言語プログラミング）協会認定（心理学）プラクティショナー。
- 幼少期に西部劇やアメリカ映画「トランザム7000VS激突パトカー軍団(Smokey and the Bandit II)」が好きで、後に渡米するきっかけとなった。[6]
- 趣味は10歳の頃から乗り続けているオートバイとメンテナンス、キャンプ、どこか遠くへ行くこと、美術館、建築。
- 合気道に週5、6回通い続け、現在は合気道本部道場にて四段を持つ
- 独自のトレーニング方法で身体を鍛えている。腕立て伏せは徐々に回数を増やし20年間続けた結果、1日1800回まで達成したが肩を痛め、その後、腕立て伏せの替わりに1日に800回の懸垂をしている。

## 出演

### 映画
- あなたがここにいるだけで～むなかた三姉妹物語～（2019年／Hobo 役）
- 不能犯（2018年／赤井芳樹 役）[7]
- きょうのキラ君（2017年／家庭科教師 役）
- 嫌な女（2016年／坂口博之 役）[8]
- S-最後の警官- 奪還 RECOVERY OF OUR FUTURE（2015年／ジョシュア・レボ 役）
- 風邪（ふうじゃ）（2014年／寺子田 役）[9]
- プレミアム・ラッシュ（2012年／オフィスワーカー 役）
- Into the New World（2011年／主演・Tetsuji 役）
- セックス・アンド・ザ・シティ2（2010年／VIP Party Patron 役）
- ウォール・ストリート2（2010年／VIP Party Patron 役）
- The Winter Butterfly（2010年／Shizu 役）
- Tenure of Edmond Fontier（2008年／エヴァの父親 役）
- "D"（2008年／主演）
- One Night with You（2006年／Lounge Patron 役）
- 冬の蝶（2005年／主演　Shizu役）

### テレビドラマ
- プライベートバンカー 第5話　（2025年2月6日、テレビ朝日／アーティスト 役）
- 院内警察 第4話 - 第7話、第11話（2024年2月2日 - 3月22日 、フジテレビ／城川尚 役）
- クロサギ 第5話（2022年11月18日、TBS／李恵堂 役）
- 暴太郎戦隊ドンブラザーズ 第22話（2022年7月31日、テレビ朝日／豪田健太郎 役）
- 警視庁強行犯係 樋口顕 Season2 第3話（2022年7月29日、テレビ東京／仁和宏之 役）
- 花のち晴れ〜花男 Next Season〜（2018年4月17日 - 6月26日、TBS／馳一馬 役）[10]
- あなたがここにいるだけで〜むなかた三姉妹物語〜（2017年10月4日、RKB毎日放送／Hobo 役）
- ウツボカズラの夢 第2話（2017年8月12日、東海テレビ・フジテレビ系／ブティックの店長 役）
- 99.9-刑事専門弁護士- 第4話（2016年5月8日、TBS／Bar KABON店員 役）
- 明日もきっと、おいしいご飯 〜銀のスプーン〜（2015年6月1日 - 7月31日、東海テレビ・フジテレビ系／Bar Chronos店長 徹平 役）
- ショコラ（2014年1月、台湾 台湾電視公司・八大電視／謝澤 役）
- Lights Out（2011年、アメリカ合衆国／VIP patron 役）
- Royal Pains（2010年、アメリカ合衆国 USAネットワーク）
- ブラッディ・マンデイ（2008年10月11日 - 12月20日、TBS／スナイパー出門丈一 役）
- プライベートバンカー 第5話（2025年2月6日、テレビ朝日） - アーティスト 役[11]

### ラジオ
- Go Around the World (2022年8月24日、Rainbow Town FM)
- Go Around the World（2021年4月28日、Rainbow Town FM）
- ON THE PLANET（2015年4月7日 - 2017年3月28日、JFN／毎週月曜日パーソナリティ）
- SOUNDS OF STORY〜ASADA JIRO LIBRARY〜「トラブル・メーカー」（2014年9月13日、J-WAVE）[12]
- ロッキーのミュージックサラダ（2012年1月21日、SHIBUYA-FM）

### 舞台
- 東京マハロ 第23回公演「あるいは真ん中に座るのが俺」（2020年3月19日 - 27日、赤坂RED/THEATER　脚本・演出：矢島弘一／小ヤコブ 役）
- 東日本大震災5周年特別舞台公演「RADIO 311」（2016年3月3日 - 6日、東京芸術劇場 シアターイースト　脚本・演出：梶原涼晴／タキシード 役）
- Y Project プロデュース 終戦70年特別舞台公演「THE LAST SONG 〜命の行進曲〜」（2015年8月15日 - 17日、天王洲 銀河劇場　脚本・演出：梶原涼晴／木田 役）
- T. Schreiber Studio New York, NY 「Fat Pig」（2014年 Peter Jensen 演出／Tom 役）
- Stella Adler Studio New York, NY 「The Performers」（2014年 Paul Takacs 演出／Lee 役）
- Stella Adler Studio New York, NY 「Lone Star」（2014年 Paul Takacs 演出／Roy 役）

### CM
- ユニクロ (日本、韓国)
- SUBARU「レガシィ」 (全米)
- エビアン (ミネラルウォーター) (ワールドワイド)[13][14]
- モイスト・ダイアン ヘアケア[15]
- ランドリン[16]
- エルーカ
- Fine Visual[17]

### 広告
- ロレアル (全米、カナダ、ヨーロッパ)
- SK-II
- SONY サイバーショット (全米)
- ユニクロ (日本、韓国、全米、イギリス他)
- GAP (日本、全米、ヨーロッパ)
- プーマ (ドイツ)
- ノキア (全米)
- モトローラ RAZR V3 (全米)
- バカルディ ラム (全米)
- KOOL タバコ (全米)
- KANE タバコ (スペイン)
- BABY PHAT by Kimora Lee Simmons (全米)
- HOUSE OF DEREON by ビヨンセ (全米)
- ババリアビール (オランダ)

### 雑誌
- ヴォーグ (フランス、全米)

初の日本人男性モデルとして、マドンナ 表紙フランスのヴォーグ誌に、カナダ出身のスーパーモデル、ダリア・ウェーボウィとキスショット (写真家 テリー・リチャードソン)
- GQ (全米)
- i-D (全米)
- TRACE (全米)
- SURFACE (全米)
- ROLLING STONE (全米 1000号記念スペシャルコレクターズエディション)
- GLAMOUR (イギリス)
- FLAIR (イタリア)
- COMPLOT (ベネズエラ)
- AUGUST MEN (シンガポール)
- GQ (台湾)
- TARZAN (日本)

### ランウェイショー
- Imitation of Christ (New York)
- Matrix ロレアル (New York)
- Y R B (New York)
- Romain Kapadia (New York)
- Anton (New York)
- Dr. Martens (New York)
- Pierrot (New York)
- Yoko Devereaux (New York)
- Elisa Jimenez (New York) 他

## 所属
1991年に渡米し、1997年からニューヨーク市を経て、2012年から台湾、2016年から日本在住。
所属事務所はQモデルNY&LA (2001-11)、CAJ (2012-2018)。現在はアンセムに所属。